# 리수노프 Li-2

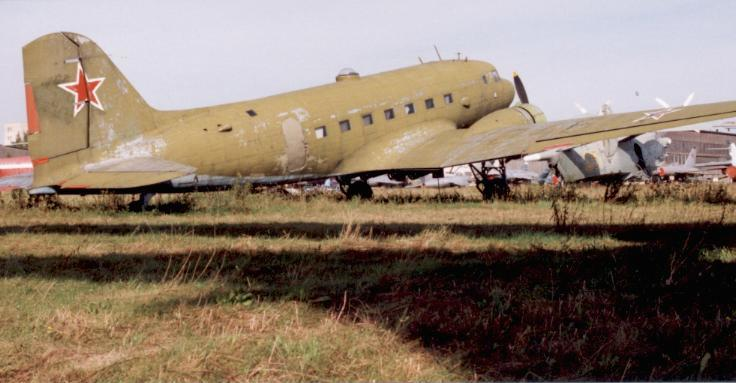
리수노프 Li-2

리수노프 Li-2는 소련의 리수노프가 설계한 소련의 다목적 항공기이다.
1936년 4월 11일에 미국의 더글러스 DC-3 생산 라이센스를 취득한 이후에 부품 수를 줄여 기체 강도를 높이고 고정 무장을 추가하는 방식으로 개조하여 설계되었으며 러시아 힘키에 위치한 제84항공기 공장이 항공기 제작을 맡았다. 제작 당시에는 여객기 제84호라는 뜻을 가진 PS-84라는 이름을 사용했다.
1939년 4월에 첫 비행을 가졌으며 제2차 세계 대전 시기에는 우즈베키스탄 타슈켄트에서 생산되었다. 1939년부터 1952년까지 6,157대가 생산되었으며 소련과 동유럽 국가에서 여객기나 수송기로 널리 사용되었다. 그 외에 수송이나 폭격이 가능하도록 개조된 사례가 있었다.

## 사양
- 승무원: 5 ~ 6명
- 정원: 24명
- 전체 길이: 19.65m
- 전체 높이: 5.15m
- 날개 길이: 28.81m
- 자체 중량: 7,750kg
- 적재 중량: 10,700kg
- 최대 이륙 중량: 11,280kg
- 동력: 각각 2 × 슈베초프 ASh-62IR 4-블레이드 VISh-21, 746kW (1,000 hp)
- 최대 속도: 300km/h
- 순항 속도: 240km/h
- 항속 거리: 1,100 ~ 2,500 km
- 무장: 3 × 7.62mm ShKAS 기관총, 1 × 12.7mm UBK 기관총, 1,000kg 정상 하중 폭탄, 2,000kg 단거리 폭탄

## 같이 보기
- 더글러스 DC-3
- 더글러스 C-47 스카이트레인
- 보잉 247
- 일류신 Il-14
- 융커스 Ju 52